# 2022年那覇市長選挙
2022年那覇市長選挙（2022年なはしちょうせんきょ）は、2022年（令和4年）10月に行われた那覇市長を選出する選挙である。

## 概要
- 現職の城間幹子の任期満了（期日：2022年11月）に伴い執行。

## 日程
- 告示日：2022年10月16日
- 執行日：2022年10月23日
  - 那覇市議会議員補欠選挙（定数1）も同日執行。

## 立候補者
（届け出順）
| 氏名                         | 年齢 | 党派   | 現元新 | 職業・肩書       | ホームページ                                                                       |
| ---------------------------- | ---- | ------ | ------ | ---------------- | ---------------------------------------------------------------------------------- |
| 翁長雄治 （おなが たけはる） | 35   | 無所属 | 新     | 元沖縄県議会議員 | オナガ 雄治                                                                        |
| 知念覚 （ちねん さとる）     | 59   | 無所属 | 新     | 元那覇市副市長   | 知念さとる （知念覚）@那覇市 - Twitter 笑顔あふれる那覇を創る市民の会｜知念 さとる |

### 立候補を取りやめた人物
- 平仲信明 - プロボクシング元世界王者、会社役員
  - 9月14日に立候補を表明したが[1]、9月22日に立候補を取りやめの意向を示した[2]。
- 仲松寛 - 元那覇市議会議員
  - 参政党沖縄支部が擁立を発表したが[3]、知念を支援する形で立候補を取りやめ[4]。
- 山口節生 - 不動産業
  - 9月28日に会見で立候補を表明したが[5]、告示日に立候補を届け出なかった。

## タイムライン
2022年
- 5月2日 - 現職の城間幹子が会見で不出馬を表明[6]。
- 8月18日 - 那覇市副市長の知念覚が立候補をする意向を固めた[7]。
- 8月22日 - オール沖縄が沖縄県議会議員の翁長雄治の擁立を決定し、出馬を要請。翁長は立候補の意向を固め、同日中に県議会に辞職届を提出した[8]。
- 10月12日 - 現職の城間が自身の後継として、自身の支持母体であるオール沖縄ではなく自民党・公明党などが支援する知念の支持を表明する[9]。

## 選挙結果
各候補の得票率
城間市長の引退で新人同士の争いであったが、与党推薦ならびに城間市長の支持を受けた知念が野党各党の推薦を受けた翁長を1万票を超える大差で破り初当選を果たした。
開票結果は下記の通り。
※当日有権者数：257,645人 最終投票率：47.05%（前回比：-1.14pts）
| 候補者名 | 年齢 | 所属党派 | 新旧別 | 得票数   | 得票率 | 推薦・支持                                         |
| -------- | ---- | -------- | ------ | -------- | ------ | -------------------------------------------------- |
| 知念覚   | 59   | 無所属   | 新     | 64,165票 | 54.24% | （推薦）自民・公明                                 |
| 翁長雄治 | 35   | 無所属   | 新     | 54,125票 | 45.76% | （推薦）立憲・共産・社民・にぬふぁぶし・社大・れ新 |